# Jaguariúna
Jaguariúna, amtlich portugiesisch Município de Jaguariúna, ist eine Gemeinde im brasilianischen Bundesstaat São Paulo. Sie ist Teil der Metropolregion Campinas. Die Bevölkerungszahl wurde zum 1. Juli 2020 auf 58.722 Einwohner geschätzt, die auf einer Gemeindefläche von rund 141,4 km² leben und Jaguariunenser (jaguariunenses) genannt werden.

## Toponymie
Der Name leitet sich aus den Tupí-Sprachen ab und bedeutet etwa „schwarzer Fluss der Jaguare“. Der Jaguar ist das Wappentier der Stadt.

## Geographie
Jaguariúna liegt auf einer Höhe von 570 bis 578 Metern über Normalnull. Es hat tropisches Höhenklima, Cfa nach der Klimaklassifikation nach Köppen und Geiger. Die Jahresdurchschnittstemperatur liegt bei 19,9 °C mit 1314 mm Niederschlag im Jahr. Das vorwiegende Biom ist Mata Atlântica.
Umliegende Orte sind im Norden Santo Antônio de Posse und Holambra, im Süden Campinas, im Osten Pedreira und Amparo, im Westen Paulínia.

## Geschichte
Durch archäologische Funde ließ sich eine Besiedlung bereits vor rund 9500 Jahren nachweisen.
Obwohl bereits früh von Brasilianern besiedelt, erhielt die Gemeinde erst am 30. Dezember 1953 Stadtrechte.

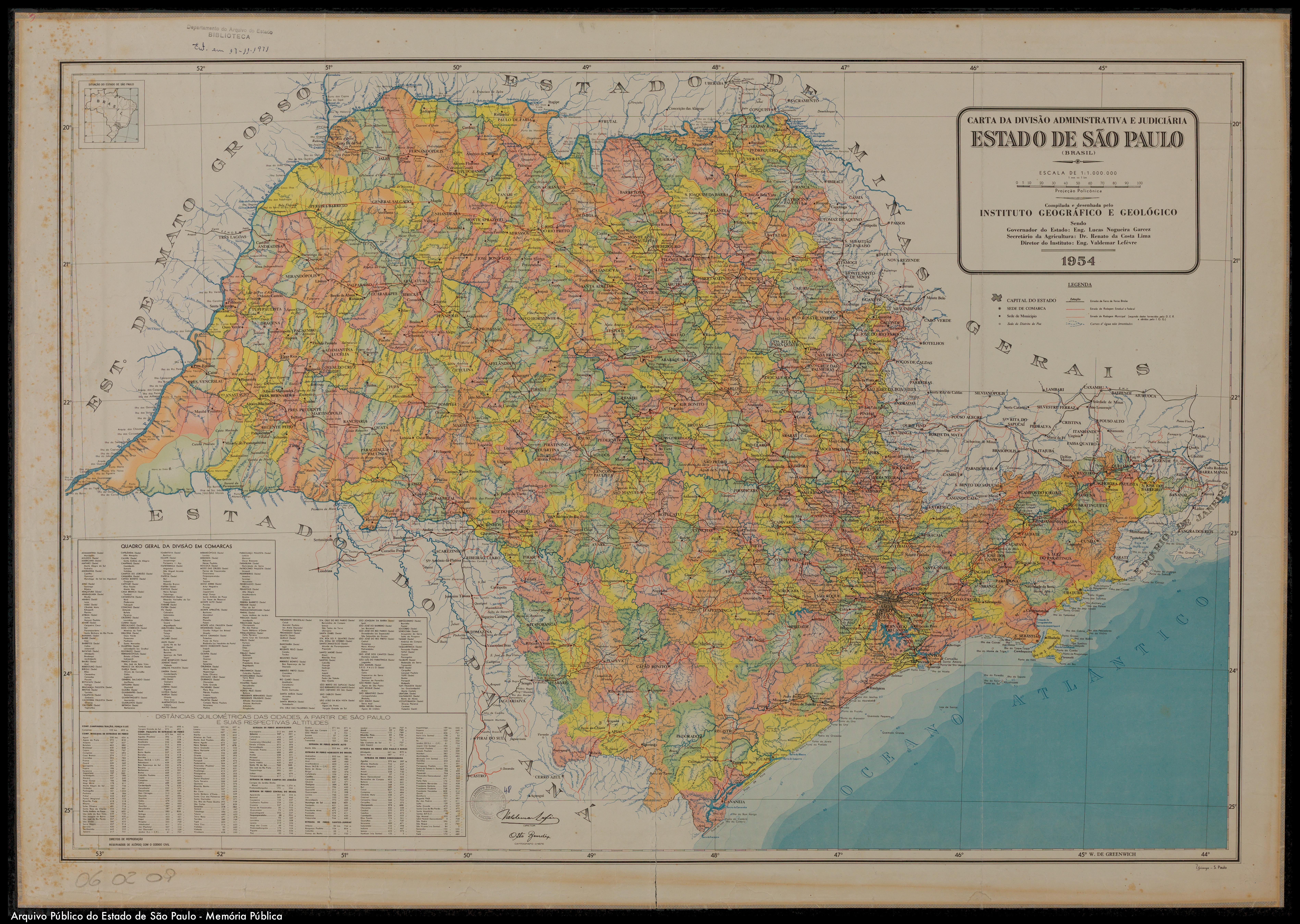
Karte des Bundesstaates São Paulo (1953).

Die Museumsbahn Campinas–Jaguariúna verbindet beide Orte.

## Religion
Das Christentum ist in der Stadt wie folgt vertreten:

### Römisch-katholische Kirche
Die katholische Kirche in der Gemeinde ist Teil der Bistum Amparo.

### Protestantische Kirche
In der Stadt gibt es die unterschiedlichsten evangelischen Glaubensrichtungen, hauptsächlich Pfingstler, darunter die brasilianischen Assemblies of God (die größte evangelische Kirche des Landes), die Christliche Kongregationalistische Kirche in Brasilien, und andere.